# Beni (piosenkarka)
Beni (zapis stylizowany: BENI), właśc. Beni Daniels (ur. 30 marca 1986) – japońska piosenkarka. Jej ojcem jest Amerykanin europejskiego pochodzenia, a matka Japonką.

## Dyskografia

### Albumy studyjne
- Beni  (2005) (jako Arashiro Beni)
- Girl 2 Lady (2006) (jako Arashiro Beni)
- GEM (2007 (jako Arashiro Beni)
- Bitter & Sweet (2009)
- Lovebox (2010)
- Jewel (2010)
- Fortune (2011)
- Red (2013)
- Undress (2015)
- CINEMATIC (2018)